# Bend and Break
Bend and Break è un singolo del gruppo musicale britannico Keane, pubblicato il 25 luglio 2005 come quinto estratto dal primo album in studio Hopes and Fears.
Nel 2013 il brano è stato remixato dal DJ belga Basto e pubblicato come singolo digitale nello stesso anno.

## Video musicale
Il video mostra il gruppo eseguire il brano dal vivo durante un concerto tenuto dagli stessi durante il tour in supporto all'album d'esordio Hopes and Fears.

## Tracce
CD promozionale (Europa), download digitale
1. Bend and Break – 3:40

CD (Germania), download digitale (Germania)
1. Bend and Break – 3:39
2. On a Day Like Today – 5:26
3. Allemande (Live) – 5:05
4. Bend and Break (Video) – assente nella versione digitale

Download digitale – remix
1. Basto versus Keane – Bend and Break (Basto Remix) – 5:25

## Formazione
Hanno partecipato alle registrazioni, secondo le note di copertina di Hopes and Fears:
Gruppo
- Tom Chaplin – voce
- Tim Rice-Oxley – pianoforte, tastiera, basso
- Richard Hughes – batteria

Produzione
- Andy Green – produzione, ingegneria del suono, programmazione Pro Tools
- Keane – produzione
- Mark "Spike" Stent – missaggio
- David Treahern – assistenza al missaggio
- Rob Haggett – assistenza secondaria al missaggio
- Ted Jensen – mastering